# 拉万特
拉万特（德語：Lavant）是奥地利蒂罗尔州利恩茨县的一个市镇。总面积22.55平方公里，总人口279人，人口密度12.4人/平方公里（2005年）。

## 外部連結
- Gemeinde Lavant
- Geschichte-Tirol: Lavant
- Der Kirchbichl von Lavant